# Ivan Stambolić
Ivan Stambolić (Brezova, 5 de noviembre de 1936-Fruška Gora, 25 de agosto de 2000) fue un político yugoslavo, jefe de gobierno y presidente de la República Socialista de Serbia, una de las seis repúblicas constituyentes de la República Federativa Socialista de Yugoslavia.

## Biografía

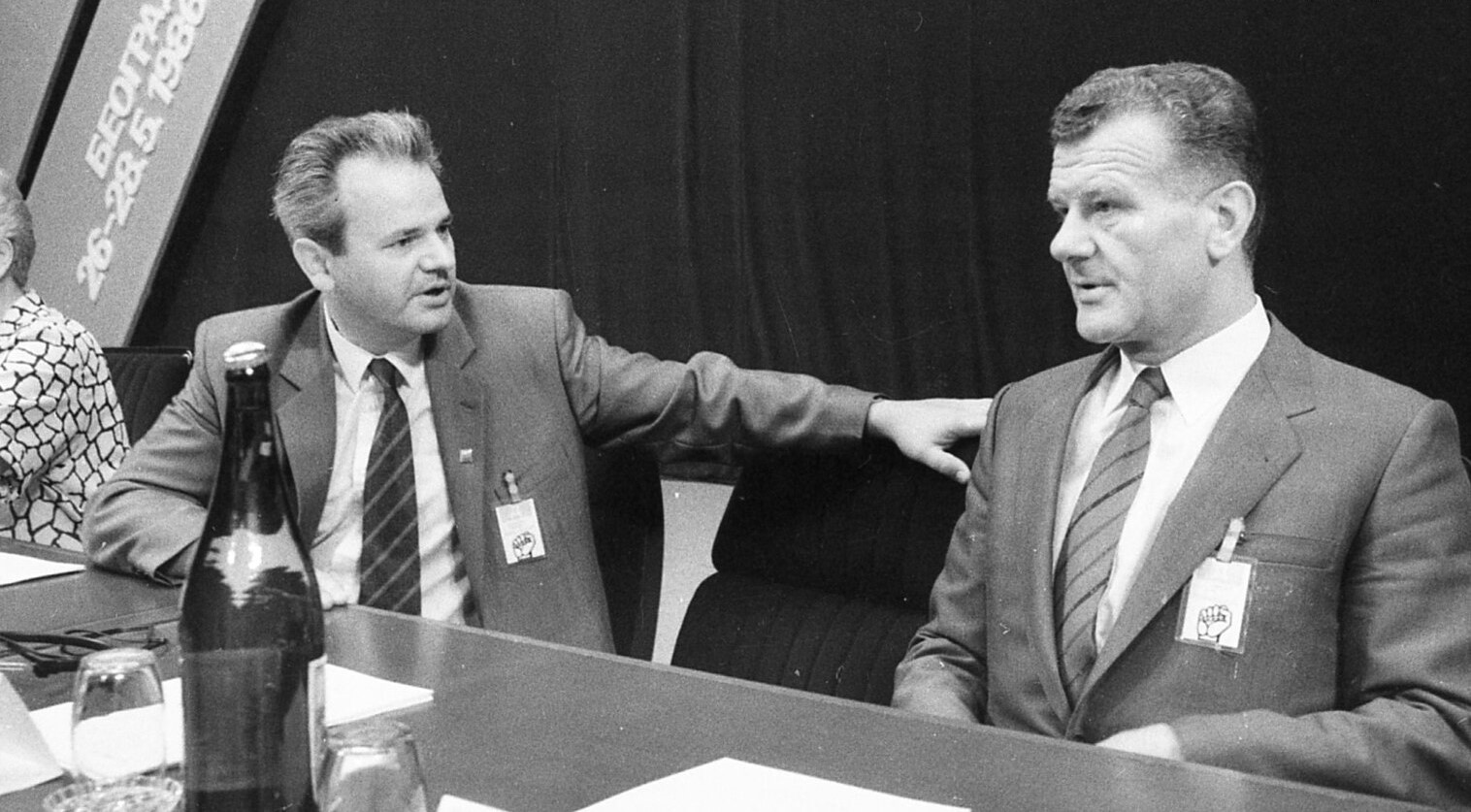
Slobodan Milošević junto a Ivan Stambolić en 1986.

Nacido el 5 de noviembre de 1936 en Brezova, estudió derecho en la Universidad de Belgrado, donde conoció a Slobodan Milošević.
Fue jefe de gobierno de la república de Serbia entre 1978 y 1982. Ocupó el cargo de presidente de la República Socialista de Serbia desde 1986 hasta ser depuesto en diciembre de 1987 junto a otros políticos en una purga liderada por su antiguo amigo y pupilo  Milošević, que experimentó una deriva nacionalista y buscaba una «solución rápida» para el problema de Kosovo.
En 1988, a propuesta del entonces Consejo Federal Ejecutivo de Yugoslavia, fue elegido director del Banco Yugoslavo de Cooperación Económica Internacional, cuyo objetivo era facilitar la entrada de empresas nacionales en los mercados extranjeros.

## Desaparición y muerte
Tras haber sido víctima de un secuestro, fue asesinado el 25 de agosto de 2000 en los alrededores de Fruška Gora en las semanas previas a unos comicios; sus restos fueron hallados en 2003.